# Solvencia II
Solvencia II ( en inglés: Solvency II Directive 2009, 2009/138/EC ) es una directiva de la Unión Europea que codifica y armoniza la solvencia de las empresas de seguros de los Estados miembros. Afecta principalmente al capital de las compañías de seguros de la UE con vistas a reducir el riesgo de insolvencia.
Tras la votación del Parlamento Europeo sobre la Directiva Omnibus II el 11 de marzo de 2014, Solvencia II entró en vigor el 1 de enero de 2016, aunque esta fecha fue retrasada en varias ocasiones.

## Objetivos
La legislación de seguros de la UE tiene como objetivo unificar un mercado único de seguros y mejorar la protección del consumidor europeo. Las Directivas de seguros de tercera generación establecieron un " pasaporte de la UE "(licencia única) para que las aseguradoras operen en todos los Estados miembros si cumplen las condiciones de la UE. Muchos Estados miembros concluyeron que los mínimos de la UE no eran suficientes y emprendieron sus propias reformas, que condujeron a regulaciones diferentes, obstaculizando el objetivo de un mercado único.

## Implicaciones políticas de la directiva Solvencia II
Varias de las mayores aseguradoras de vida del Reino Unido no estaban satisfechas con la legislación comunitaria. Las preocupaciones fueron expuestas públicamente por el CEO de Prudential plc, la compañía de seguros de vida más grande del Reino Unido, país que todavía formaba parte de la UE. Las filiales estadounidenses de matrices del Reino Unido también mostraron dudas sobre la legislación Solvencia II, en particular sobre la aplicación de una valoración coherente con el mercado. El impacto de los requisitos de "equivalencia" no se comprendía bien y existía preocupación de que la legislación pudiera llevar a que las filiales extranjeras a dejar de ser competitivas con sus pares locales. Sintetizando, estas compañías hablaban de la "Fortaleza Europa".

## Contexto
Desde que se introdujo la directiva 73/239/CEE en 1973 sobre gestión de riesgos el mercado de seguros evolucionó rápidamente. La directiva Solvencia II vino a regular las nuevas prácticas de gestión de riesgos para definir el capital requerido y gestionar el riesgo. Si bien la directiva " Solvencia I " tenía como objetivo revisar y actualizar el actual régimen de solvencia de la UE, Solvencia II tiene un alcance mucho más amplio. Un requisito de capital de solvencia puede tener los siguientes propósitos::
- Reducir el riesgo de que una aseguradora no pueda atender reclamos;
- Reducir las pérdidas sufridas por los asegurados en caso de que una empresa no pueda satisfacer todas las reclamaciones en su totalidad;
- Proporcionar una alerta temprana a los supervisores para que puedan intervenir rápidamente si el capital cae por debajo del nivel requerido; y
- Promover la confianza en la estabilidad financiera del sector asegurador

A menudo llamada "Basel for insurers", Solvencia II es algo similar a las regulaciones bancarias de Basilea II. Por ejemplo, el marco de Solvencia II propuesto tiene tres áreas principales (pilares):
- Pilar 1 consiste en los requisitos cuantitativos (por ejemplo, la cantidad de capital que debe tener una aseguradora).
- Pilar 2 establece requisitos para la gobernanza y la gestión de riesgos de las aseguradoras, así como para la supervisión efectiva de las aseguradoras.
- Pilar 3 se centra en los requisitos de divulgación y transparencia.

## Contenido
Título I Normas generales sobre el acceso a las actividades de seguro y reaseguro directo y su ejercicio

## Pilar 1
El pilar 1 establece requisitos cualitativos y cuantitativos para el cálculo de las provisiones técnicas y Capital de Solvencia Obligatorio (SCR) utilizando una fórmula estándar proporcionada por los reguladores o un modelo interno desarrollado por la compañía de (re)seguros. 
Las provisiones técnicas se dividen en provisiones de reclamos, relacionadas con negocios ganados y provisiones de primas, relacionadas con negocios no ganados. Las provisiones de primas no equivalen a la reserva de primas no devengadas.
El valor de la provisión técnica debe ser igual a la suma de la mejor estimación de los pasivos y el margen de riesgo. La mejor estimación corresponde al promedio ponderado por probabilidad de los flujos de efectivo futuros, teniendo en cuenta el valor temporal del dinero. Se requiere el uso de estimaciones actuariales centrales y no se permite margen de prudencia. Solo se tienen en cuenta los flujos de efectivo que se encuentran dentro de los límites del contrato. Solvencia II especifica reglas exactas para la determinación de estos límites contractuales. 
Las provisiones técnicas representan el monto actual que la compañía de (re)seguros tendría que pagar por una transferencia inmediata de sus obligaciones a un tercero.
El SCR es el capital necesario para garantizar que la compañía de (re)seguros pueda cumplir con sus obligaciones durante los próximos 12 meses con una probabilidad de al menos el 99,5%. Además de la SCR capital a Requisito de capital mínimo (MCR) debe calcularse, lo que representa el umbral por debajo del cual intervendría el supervisor nacional (regulador). El MCR está destinado a corresponder a una probabilidad de adecuación del 85% durante un período de un año y está limitado entre el 25% y el 45% del SCR.
Para fines de supervisión, el SCR y el MCR pueden considerarse pisos" blandos "y" duros", respectivamente. Es decir, se aplica una escala reguladora de intervención una vez que la participación de capital de la empresa de (re)seguros cae por debajo del SCR, y la intervención se vuelve progresivamente más intensa a medida que la participación de capital se acerca al MCR. La Directiva Solvencia II otorga a los supervisores regionales una serie de facultades discrecionales para abordar las infracciones del MCR, incluida la retirada de la autorización para vender nuevos negocios y la liquidación de la empresa.

## Críticas
Think-tanks como el Foro Mundial de Pensiones e Inversiones han argumentado que los legisladores europeos impulsaron dogmática e ingenuamente la adopción de las recomendaciones de Basilea II y Solvencia II . En esencia, forzaron la privacidad bancos, bancos centrales, seguro las empresas y sus reguladores para confiar más en las evaluaciones de riesgo de crédito por agencias de calificación privadas. Así, parte de la público la autoridad reguladora abdicó en favor de las agencias de calificación privadas. La calibración de la fórmula estándar para evaluar el riesgo de renta variable ha sido fuertemente criticada por el economista alemán Stefan Mittnik por el hecho de que el procedimiento utilizado para determinar las correlaciones entre diferentes clases de activos dé lugar a correlaciones espurias (es decir, poco fiables) o relaciones espurias.
El carácter exigente de la legislación Solvencia II en comparación con la normativa anterior ha suscitado críticas. Según RIMES, el cumplimiento de la nueva legislación impondrá una carga compleja y significativa a muchas organizaciones financieras europeas, ya que el 75% de las empresas en 2011 informaron que no estaban en condiciones de cumplir con los requisitos de información del Pilar III.
El Ajuste de coincidencia el mecanismo de Solvencia II también ha sido criticado como una forma de contabilidad creativa que oculta el valor real de los pasivos.